# Eivin Lagergren
Fritz Anselm Eivin Lagergren, född 21 februari 1898 i Torps församling i Västernorrlands län, död 14 maj 1983 i Sofia församling i Stockholm, var en svensk konsertmästare, kompositör och musiker.
Lagergren studerade musik i Tyskland under åren 1921 till 1923 och anställdes som konsertmästare vid biografen Skandia i Stockholm 1929. Från 1931 verkade Lagergen som musikinspicient vid Filmstaden i Råsunda.
Han använde sig av pseudonymen Fritz Ergal. Lagergren är gravsatt i minneslunden på Skogskyrkogården i Stockholm.

## Filmmusik
- 1947 – Krigsmans erinran

## Rollista i urval
- 1931 – Röda dagen - violinist och orkesterledare på Tattersall
- 1932 – Landskamp - violinisten på dansrestaurangen Bohême
- 1935 – Valborgsmässoafton - violinist på Hasselbacken
- 1935 – Smålänningar - gårdsmusikanternas violinist
- 1938 – Bara en trumpetare - violinist på Blå Bävern
- 1939 – Sjöcharmörer - kapellmästaren